# Рейган, Джон Хеннингер
Джон Хеннингер Рейган (англ. John Henninger Reagan; 8 октября 1818, Теннесси — 6 марта 1905, Техас) — американский политик, сенатор США от Техаса, член Демократической партии. Рейган ушел из Палаты представителей США, когда Техас отделился от Союза и присоединился к Конфедеративным Штатам Америки. Он служил в кабинете Джефферсона Дэвиса на должности генерального почтмейстера. После поражения Конфедерации он призвал к сотрудничеству с федеральным правительством, из-за чего потерял популярность, однако вернулся на государственную должность, когда его предсказания о жёстком обращении с оппозицией были признаны правильными.

## Биография

### Ранние годы
Джон Хеннингер Рейган родился в округе Севир, штат Теннесси, в семье Тимоти Ричарда и Элизабет (урожденной Ласк) Рейган. В 19 лет он покинул Теннесси и отправился в Техас. С 1839 по 1843 год Рейган работал таможенным инспектором, а затем до 1851 года был фермером в округе Кауфман. Во время работы инспектором, он также был частным учителем у детей Джона Мари Дарста.
Рейган самостоятельно изучил право, а после получения лицензии на практику в 1846 году, открыл контору в Баффало. В том же году он был избран судьёй суда по делам о наследствах, завещаниях и опеке в округе Хендерсон. В 1847 году Рейган стал членом законодательного собрания штата, однако не смог переизбраться на второй срок в 1849 году. В 1848 году он был принят в коллегию адвокатов и практиковал в Баффало и Палестине, Техас.
В Палестине Рейган был избран окружным судьёй, и занимал эту должность с 1852 по 1857 год. В 1857 году он был избран в Конгресс США от «Партии незнаек».
Рейган придерживался умеренных взглядов и был сторонником Союза, но 15 января 1861 года ушел из Конгресса и вернулся домой, когда стало ясно, что Техас хочет отделиться. Он принимал участие в отделительном съезде, который состоялся 31 января 1861 года в Остине. Рейган был избран делегатом Временного Конгресса КША и участвовал в принятии Конституции Конфедеративных Штатов Америки, под текстом которой стоит его подпись. Через месяц его назначили в кабинет министров.

### Гражданская война
Президент Джефферсон Дэвис назначил Рейгана на пост главы нового Почтового департамента КША. Рейган был способным администратором, и благодаря ему департамент хорошо функционировал во время войны. Несмотря на военные действия, Почтовый департамент США продолжал работу в Конфедерации до 1 июня 1861 года, когда её функции взял на себя департамент КША.
Агенты Рейгана сумели получить у клерков Почтового департамента США образцы нужных бланков и учётных книг. Он также сократил расходы за счёт исключения дорогостоящих и редко используемых маршрутов и применения железных дорог для доставки почты. Несмотря на трудности, вызванные войной, его ведомство стало приносить прибыль. Рейган был единственным членом кабинета, который выступил против наступления Роберта Ли на Пенсильванию в июне — июле 1863 года. Вместо этого он поддержал предложение отделить Первый корпус Северовирджинской армии для усиления Джозефа Джонстона в штате Миссисипи, чтобы тот смог сломить осаду Виксберга. Историк Шелби Фут отмечал, что Рейган, как единственный член кабинета с территории западнее Миссисипи, очень хорошо осознавал последствия захвата Виксберга.
Когда Дэвис 2 апреля 1865 года, незадолго до вступления Потомакской армии под командованием Джорджа Мида, покинул Ричмонд, Рейган сопровождал президента в Каролину. 27 апреля, после того как Джордж Тренхолм ушёл в отставку, Дэвис сделал его министром финансов. Рейган занимал эту должность, пока 10 мая его, Дэвиса и губернатора Техаса Фрэнсиса Лаббока не захватили около Ирвинвилла, Джорджия.
Рейган вместе с вице-президентом Конфедерации Александром Стивенсом был заключён в тюрьму в форте Уоррен в Бостоне, где провёл 22 недели в одиночной камере. 11 августа он написал открытое письмо техасцам, в котором призвал их сотрудничать с Союзом, отказаться от сецессии, отменить рабство и дать освобожденным рабам право голоса. За это он был осуждён техасцами. В том же году Рейган был выпущен из тюрьмы и в декабре вернулся домой в Палестину.

### Возвращение к общественной жизни
В 1875 году Рейган вернулся в Конгресс США, где заседал до 4 марта 1887 года. В 1875 году он также был делегатом съезда, на котором была принята новая Конституция Техаса. В Конгрессе Рейган выступал за федеральные правила о железных дорогах и помог создать Комиссию по торговле между штатами. Он также занимал должность первого председателя Комитета по почтовым службам и почтовым дорогам.
В 1887 году Рейган был избран в Сенат США, но в 1891 году подал в отставку, чтобы стать председателем Железнодорожной комиссии Техаса, о чём попросил его друг, губернатор Техаса Джеймс Хогг. Эту должность он занимал до выхода на пенсию в 1903 году.
Сознавая важность истории, Рейган был одним из основателей Исторической ассоциации Техаса и организовывал встречи ветеранов Конфедерации в своём штате. Он написал мемуары Memoirs, With Special Reference to Secession and the Civil War, опубликованные в 1905 году.
Рейган умер 6 марта 1905 года от воспаления лёгких в своём доме в Палестине, пережив всех членов правительства КША. Он был похоронен на кладбище Ист-Хилл в Палестине.
Историк Бен Проктер включил Рейгана в свой список «четырёх величайших техасцев XIX века», наряду с Сэмом Хьюстоном, Стивеном Остином и Джеймсом Хоггом. В его честь назван округ Рейган в Техасе, а также несколько школ, в том числе начальная школа в Далласе и средние школы в Хьюстоне и Остине.